# Monasterio de San Martín Pinario

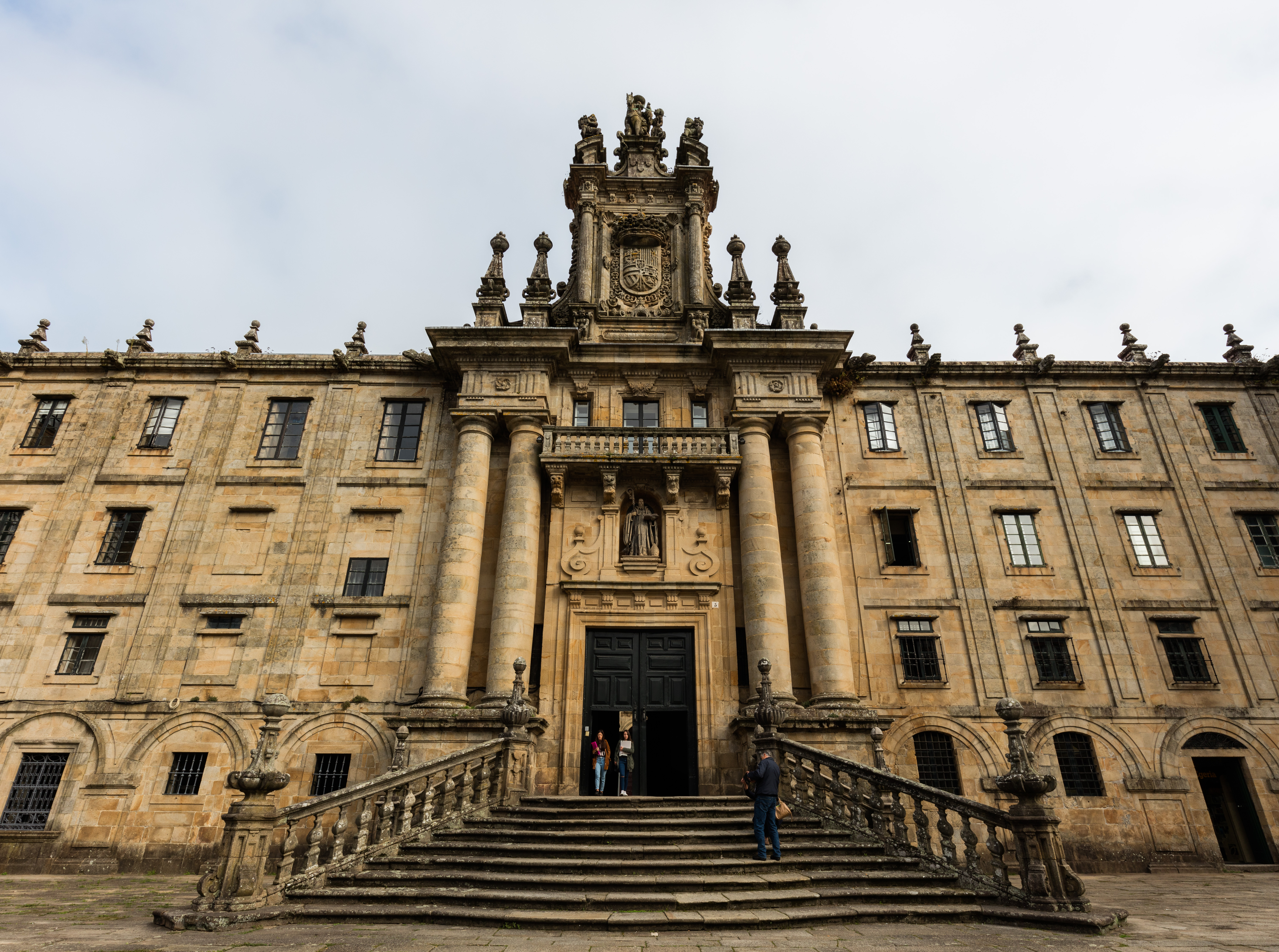
Vista frontal.

El monasterio de San Martín Pinario es un monasterio benedictino fundado en el siglo X situado en la ciudad gallega de Santiago de Compostela, en la provincia de La Coruña, en España.
Actualmente es el Seminario Mayor de la archidiócesis compostelana, sede de la Escuela Universitaria de Trabajo Social, centro adscrito a la Universidad de Santiago de Compostela, así como la sede del Instituto Teológico Compostelano. En él también se encuentra el Archivo Histórico Diocesano de Santiago de Compostela y el Museo del Monasterio.
En 2015, cuando la aprobación por la Unesco de la ampliación del Camino de Santiago en España a «Caminos de Santiago de Compostela: Camino francés y Caminos del Norte de España», España envió como documentación un «Inventario Retrospectivo - Elementos Asociados» (Retrospective Inventory - Associated Components) en el que en el n.º 878 figura el monasterio de San Martín Pinario.

## Situación
Está situado frente a la fachada norte o de la Azabachería de la catedral de Santiago de Compostela y ocupa 2,2 hectárea ha. Se extiende también rodeando las calles de Moeda Vella y Valdedeus, llegando, en su parte noroeste, a mirar al cercano Convento de San Francisco (Santiago de Compostela). Existe documentación que remonta la consagración de la primera iglesia monástica a los momentos finales del siglo X, en tiempos del episcopado de Pedro de Mezonzo. Un siglo después, en 1102, el arzobispo Gelmírez consagra la nueva iglesia, más grande que la anterior; pero no es mucho lo que queda de aquella época, ya que fue reedificado completamente a partir del siglo XVI, sobreponiendo toda la fábrica moderna sobre los restos medievales. Se mezclan en él elementos renacentistas, barrocos y neoclásicos.

## Historia

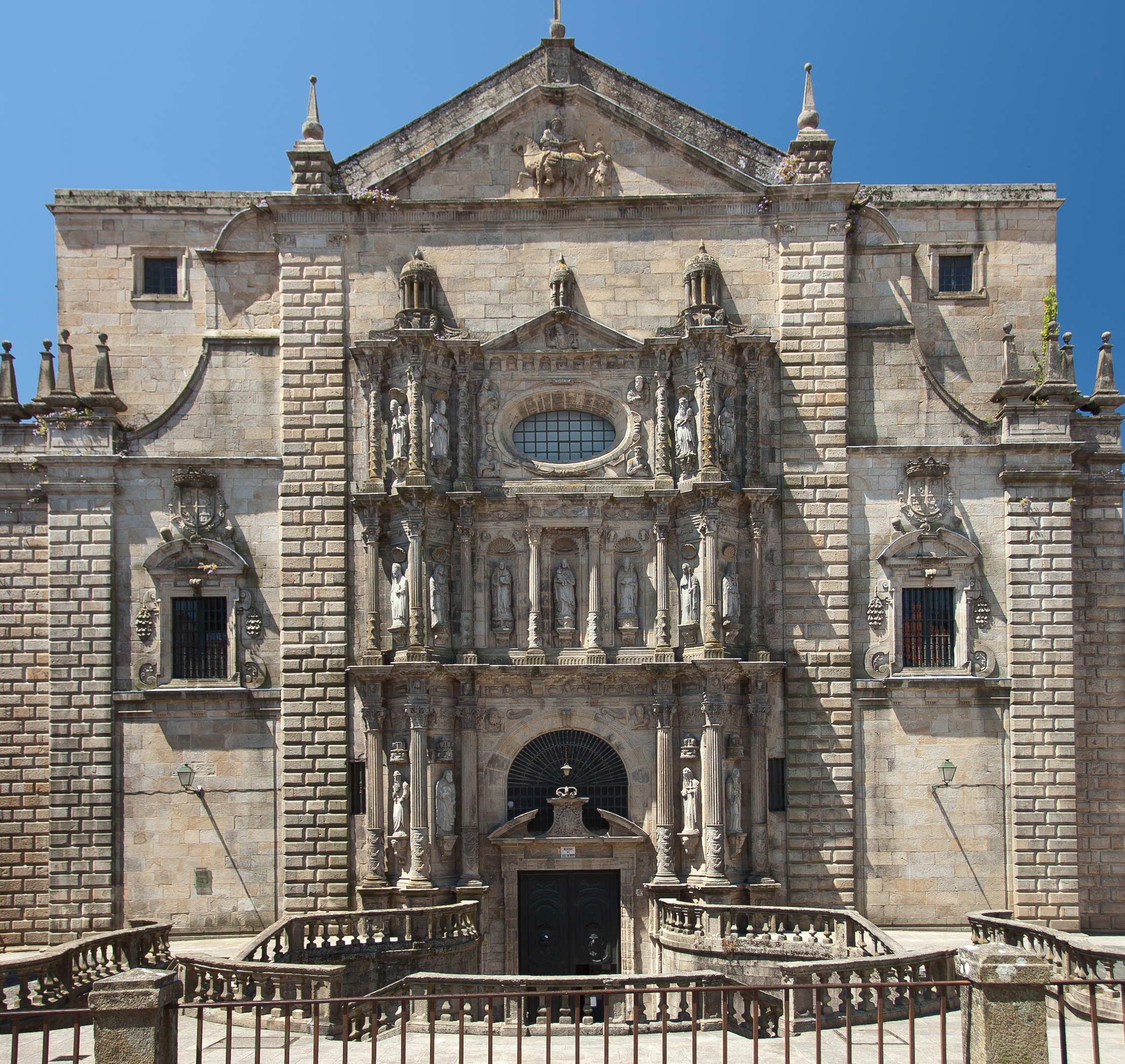
Fachada de la iglesia.

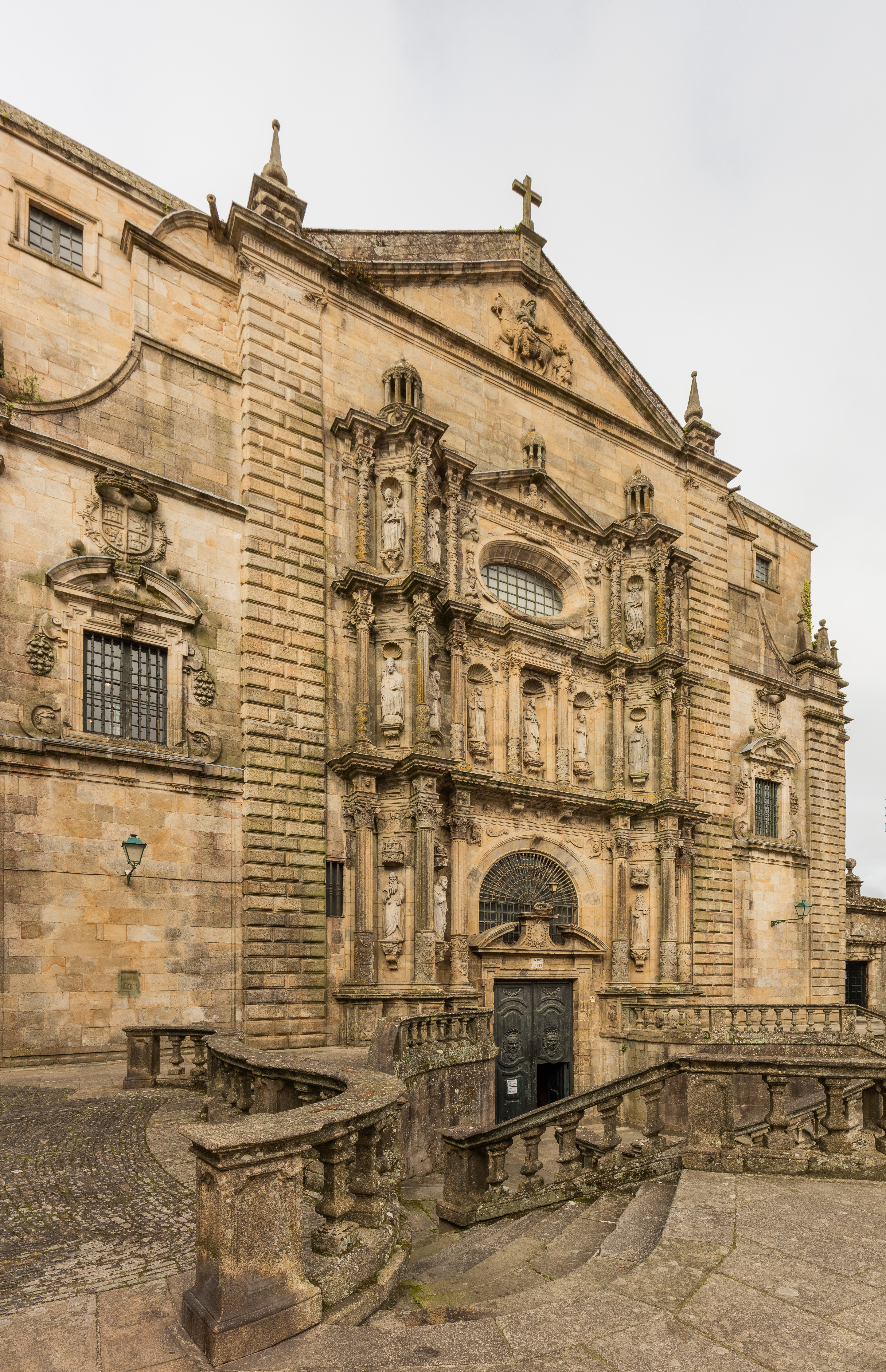
Fachada y escalinata.

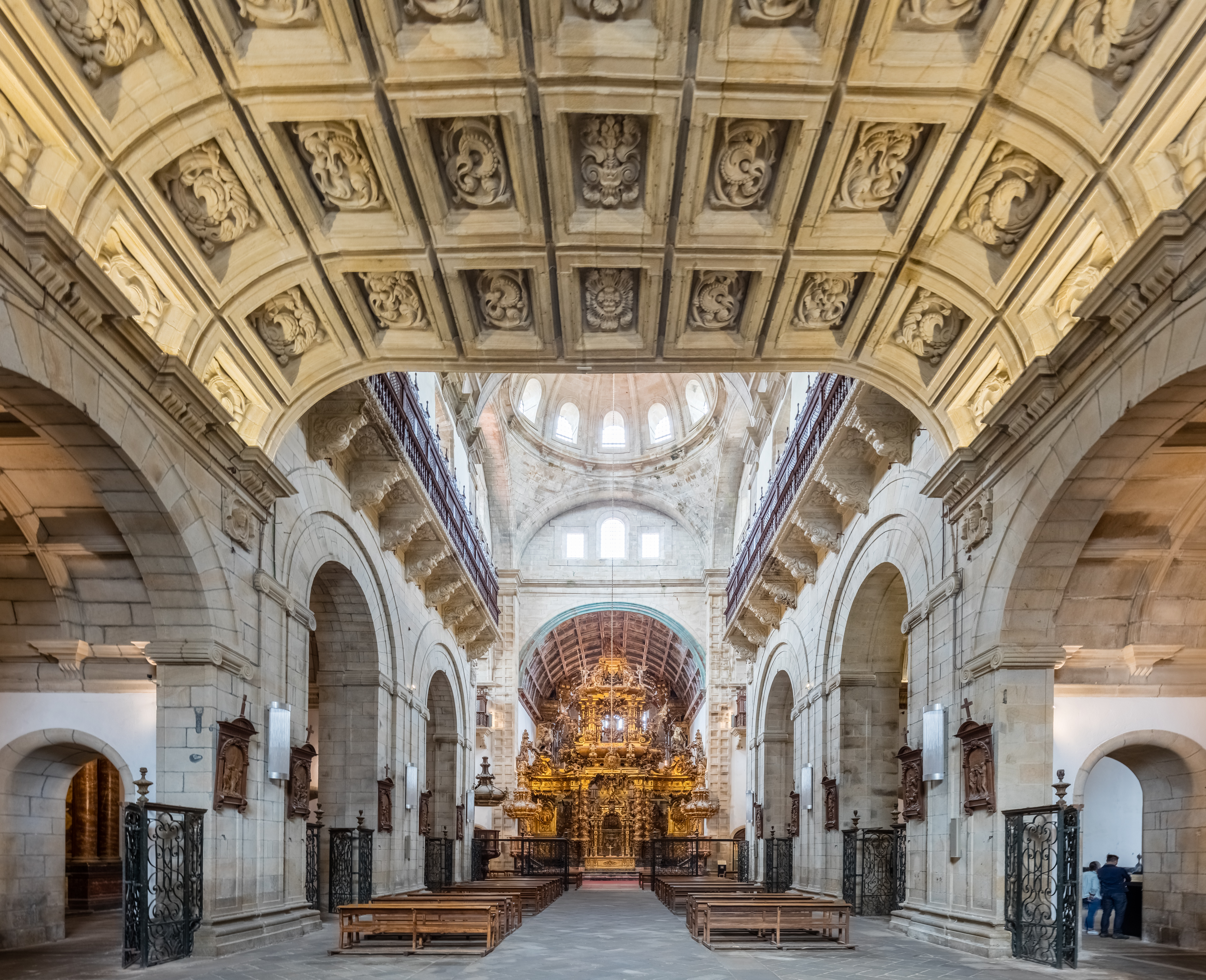
Vista de la nave principal desde la entrada.

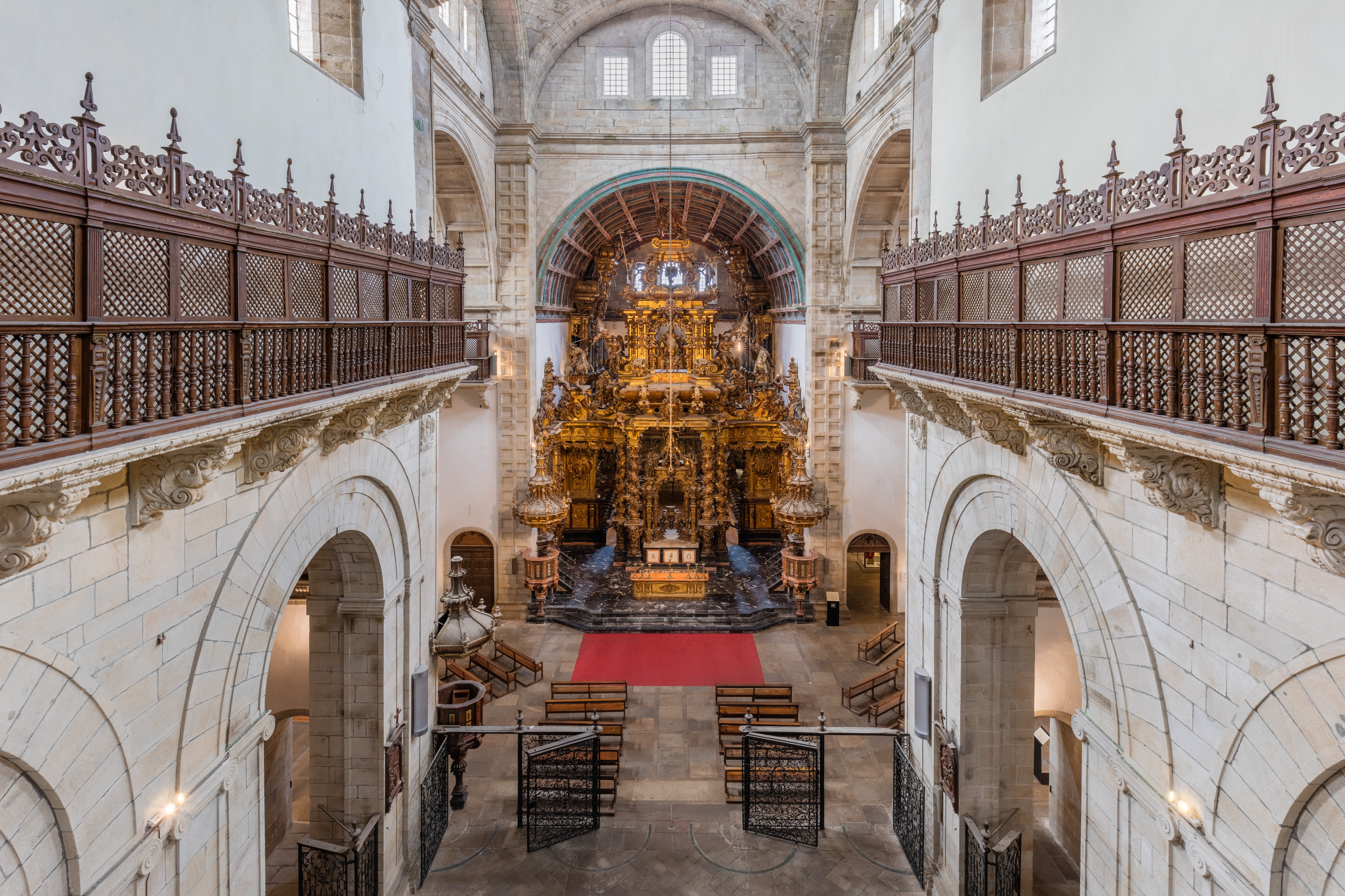
Vista general desde la planta superior.

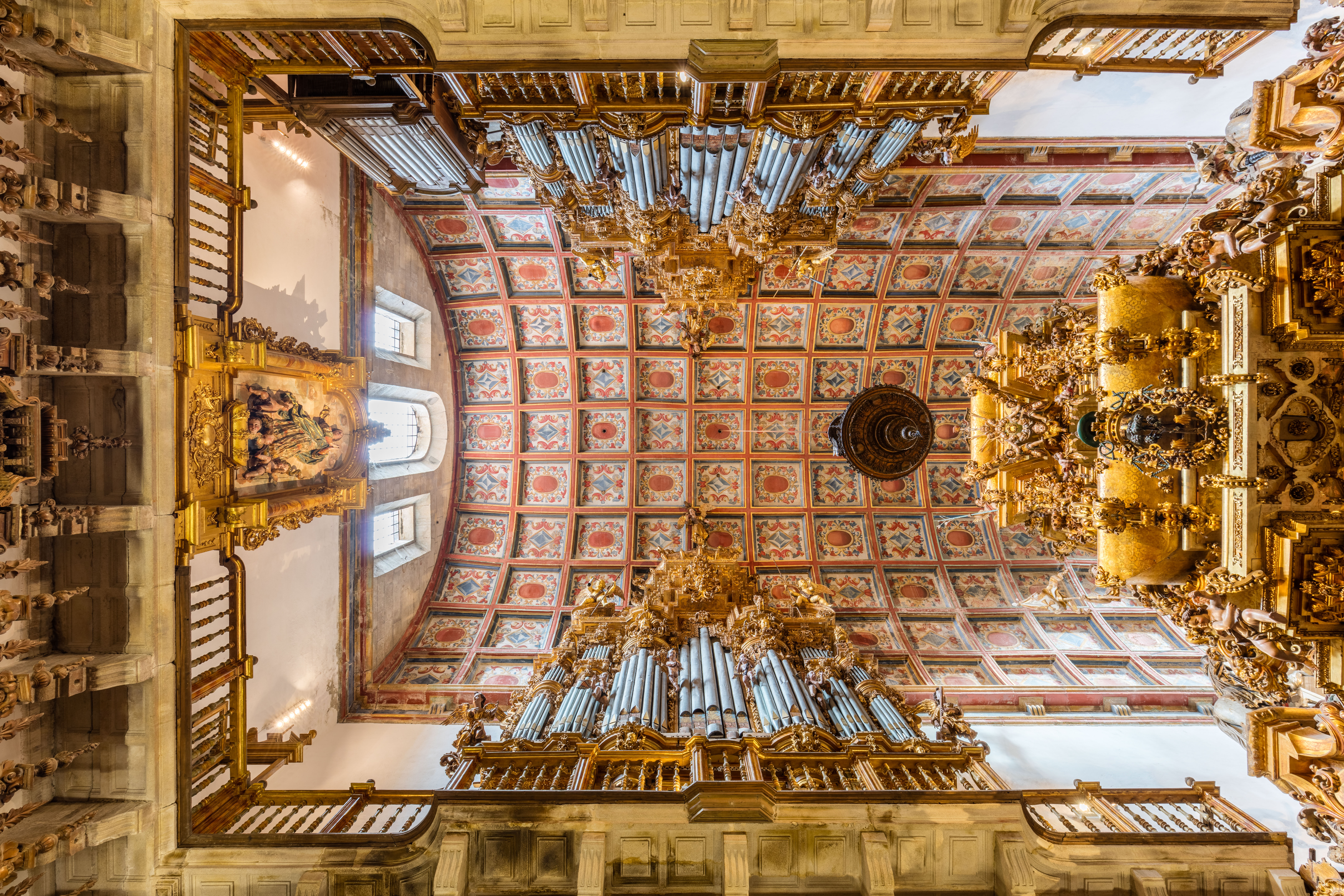
Vista del techo sobre el coro.

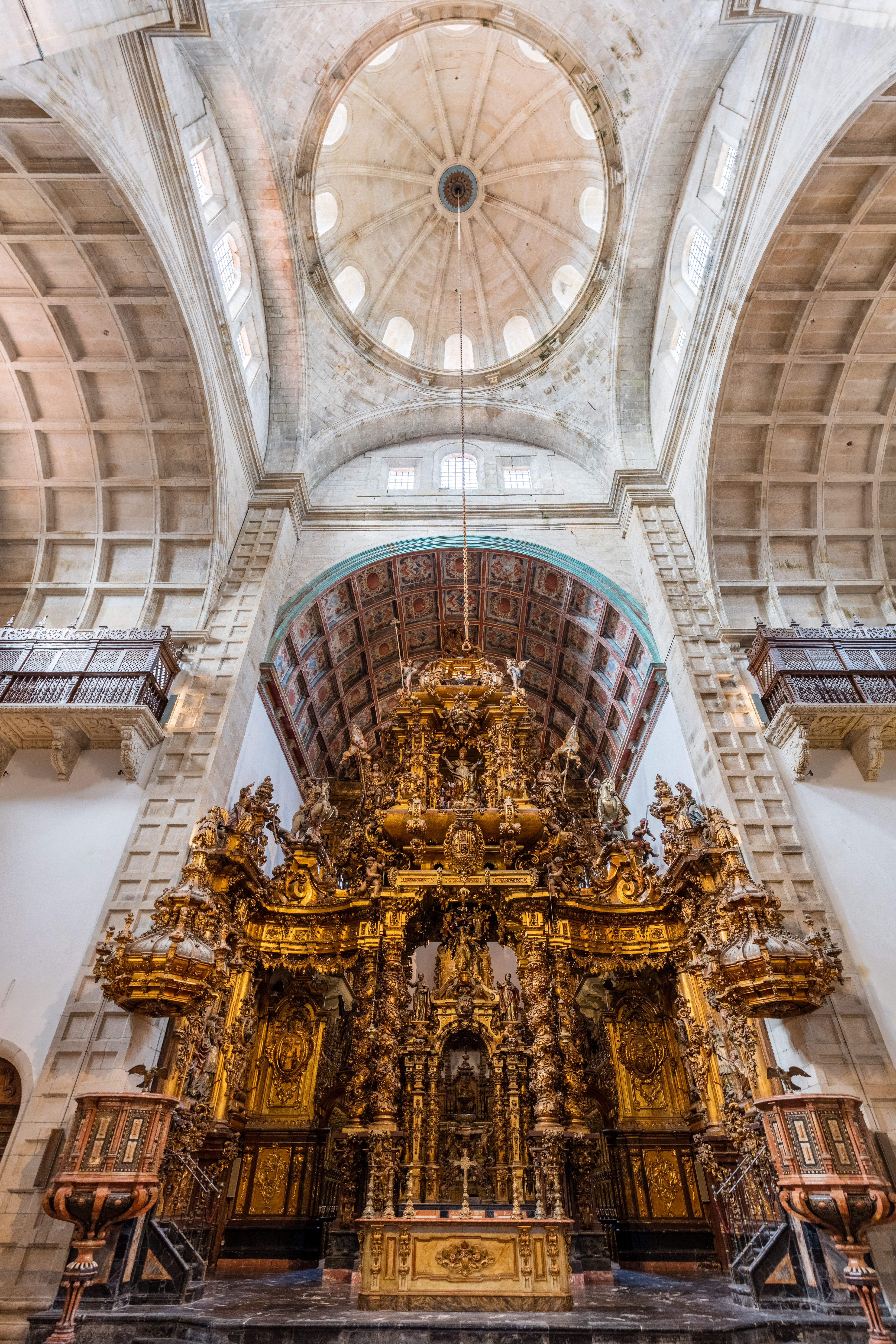
Altar y bóveda.

El primer lugar en el que se asentaron los monjes era el sitio de Santa María de la Corticela, capilla hoy incluida dentro de la Catedral de Santiago. Allí estuvieron desde finales del siglo IX, hasta los momentos finales del siglo X. Tras la razzia de Almanzor a la ciudad por aquel entonces, las estancias del monasterio fueron destruidas (claustro, oficinas, celdas...), manteniéndose solo la iglesia. Los monjes, favorecidos por el obispo Pedro de Mezonzo, fundaron un nuevo monasterio, pero con la advocación de San Martín de Tours, en un espacio próximo al anterior, pero que realmente quedaba fuera de las primitivas murallas de la ciudad. Los monjes siguieron manteniendo el control de la primitiva capilla de la Corticela hasta finales de la Edad Media.
La fundación primitiva del Monasterio de San Martín Pinario estuvo acompañada de una serie de donaciones de los reyes, obispos o señores de los diferentes siglos de la Edad Media con la finalidad de ensanchar el patrimonio territorial de la casa. Aproximadamente, entre finales del siglo XI y las dos primeras décadas del siglo XII, sabemos que el monasterio debió adoptar la conversión a la orden benedictina. Sabemos esto porque, en 1077, la Concordia de Antealtares menciona ya que el cercano monasterio de San Payo de Antealtares era benedictino, y la primera mención que se hace de San Martín Pinario, ya benedictinizado, data de 1115. De 1102 data también la consagración, realizada por Diego Gelmírez, de la iglesia románica.
Sabemos que hasta el siglo XIII la economía de la comunidad estuvo creciendo, y fue estable. Las circunstancias de los siglos XIV y XV, junto con la aparición de las comunidades mendicantes en la ciudad de Santiago, provocó la entrada en crisis del monasterio, que solo se solucionó en las últimas décadas del siglo XV.
La visita de los Reyes Católicos a Santiago trajo la reforma impulsada por la Congregación de San Benito de Valladolid. Esta reforma, lograda tras conflictos con los abades comendatarios de San Martín Pinario, logró que el monasterio ensanchase su patrimonio por la incorporación de nuevos monjes y nuevas rentas, provenientes de otros monasterios más pequeños, que pasarían a depender de Pinario en forma de prioratos.
Comienza entonces el gran auge del monasterio, aprovechando una economía muy pudiente, que facilitaba la construcción del nuevo monasterio. Durante los siglos de la época moderna se erigió como uno de los grandes poderes eclesiásticos de Galicia, y su monasterio como uno de los edificios más destacados del barroco dieciochesco.
Con la desamortización en el año 1835 la comunidad benedictina fue exclaustrada, y el monasterio pasó a ser sede de oficinas estatales, así como a acoger hechos importantes como la Exposición Agrícola, Industrial y Artística de Galicia en 1858, o los momentos finales del levantamiento de 1846. En 1868 el arzobispado compostelano y el ayuntamiento, alcanzan un acuerdo por el que el viejo monasterio benedictino pasará a convertirse en sede del Seminario Mayor de Santiago de Compostela.
En la actualidad sigue funcionando como Seminario Mayor, así como también alberga otras estancias como las facultades de Teología y Trabajo Social, además de funcionar como museo y hospedería. Anteriormente una parte del edificio fue utilizado como residencia universitaria, pero al finalizar el curso académico 2007-2008 fue cerrada con el fin de llevar a cabo reformas intraestructurales, las cuales ya rematadas, dieron paso a la apertura de la actual hospedería del Seminario Mayor.

## Descripción
En el conjunto se mezclan elementos renacentistas, barrocos y neoclásicos. Pero fundamentalmente es la gran fábrica del renacimiento gallego, que fue impulsada por Mateo López con una importante reconstrucción iniciada en la última década del siglo XVI, abandonándose definitivamente la tradición plateresca cuyo final simbolizan las obras de la basílica de Santa María la Mayor de Pontevedra.
De hecho Mateo López después de terminar el coro del templo pontevedrés realizó el diseño o traza universal y la fachada de la iglesia de San Martín. Durante el largo proceso de construcción también participó el experto trazista y tratadista de cantería Ginés Martínez de Aranda y el arquitecto Bartolomé Fernández Lechuga.

### La fachada
La fachada tiene estructura de retablo y muestra las figuras de la Virgen con el niño y varios santos abades benedictinos. El Padre Eterno preside el frontón triangular. San Martín de Tours culmina el conjunto en lo alto del mismo con su representación más clásica: a caballo y partiendo su capa para abrigar a un mendigo.
La fachada principal se orienta hacia el sur y tiene delante unos jardines que constituyen la Plaza de la Inmaculada. Fue diseñada por Fray Gabriel de Casas y en ella cuatro grandes columnas dóricas soportan un entablamento con pináculos. Sobre la puerta hay una imagen de San Benito, un gran escudo de España y San Martín a caballo en alto.

### La iglesia

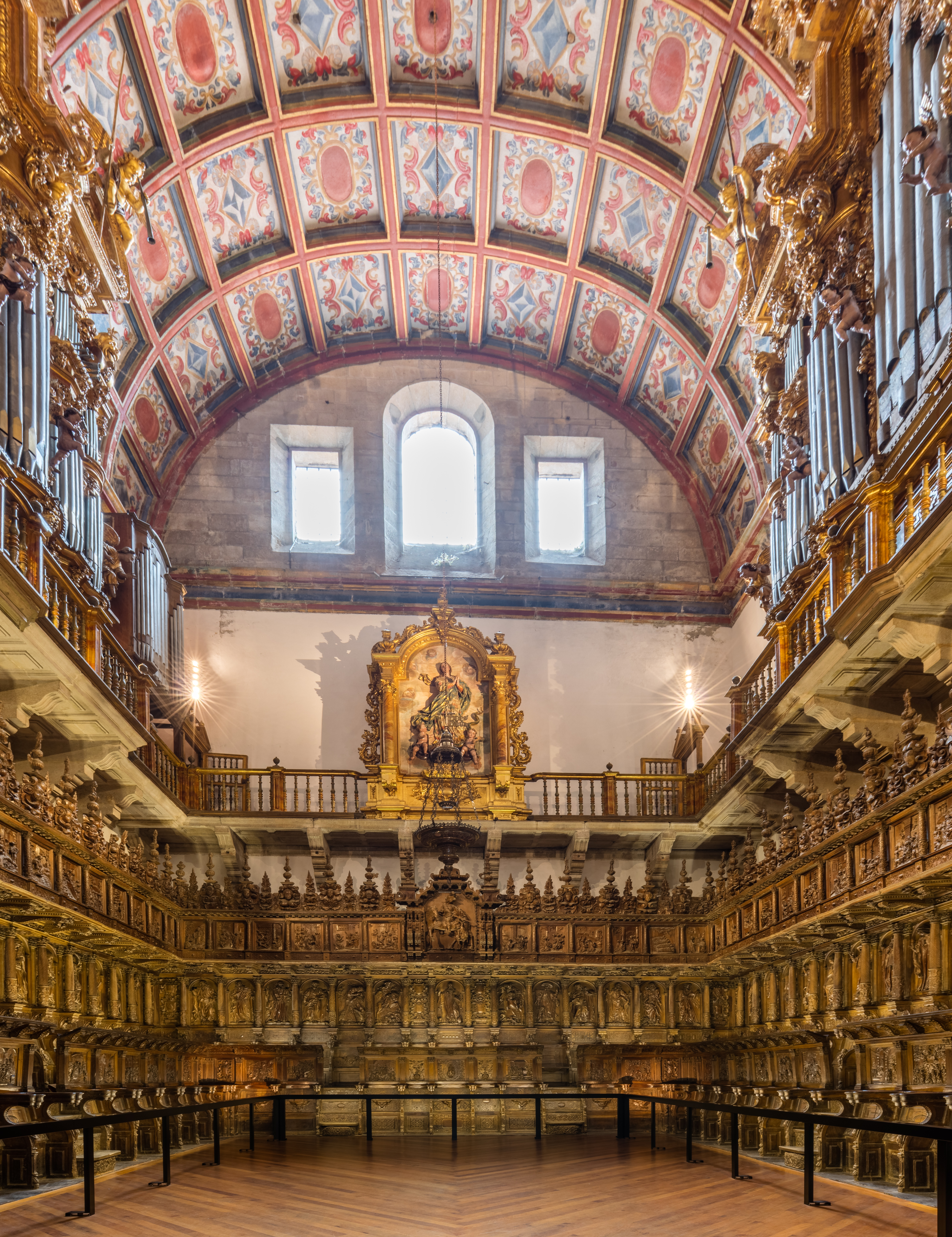
Coro.

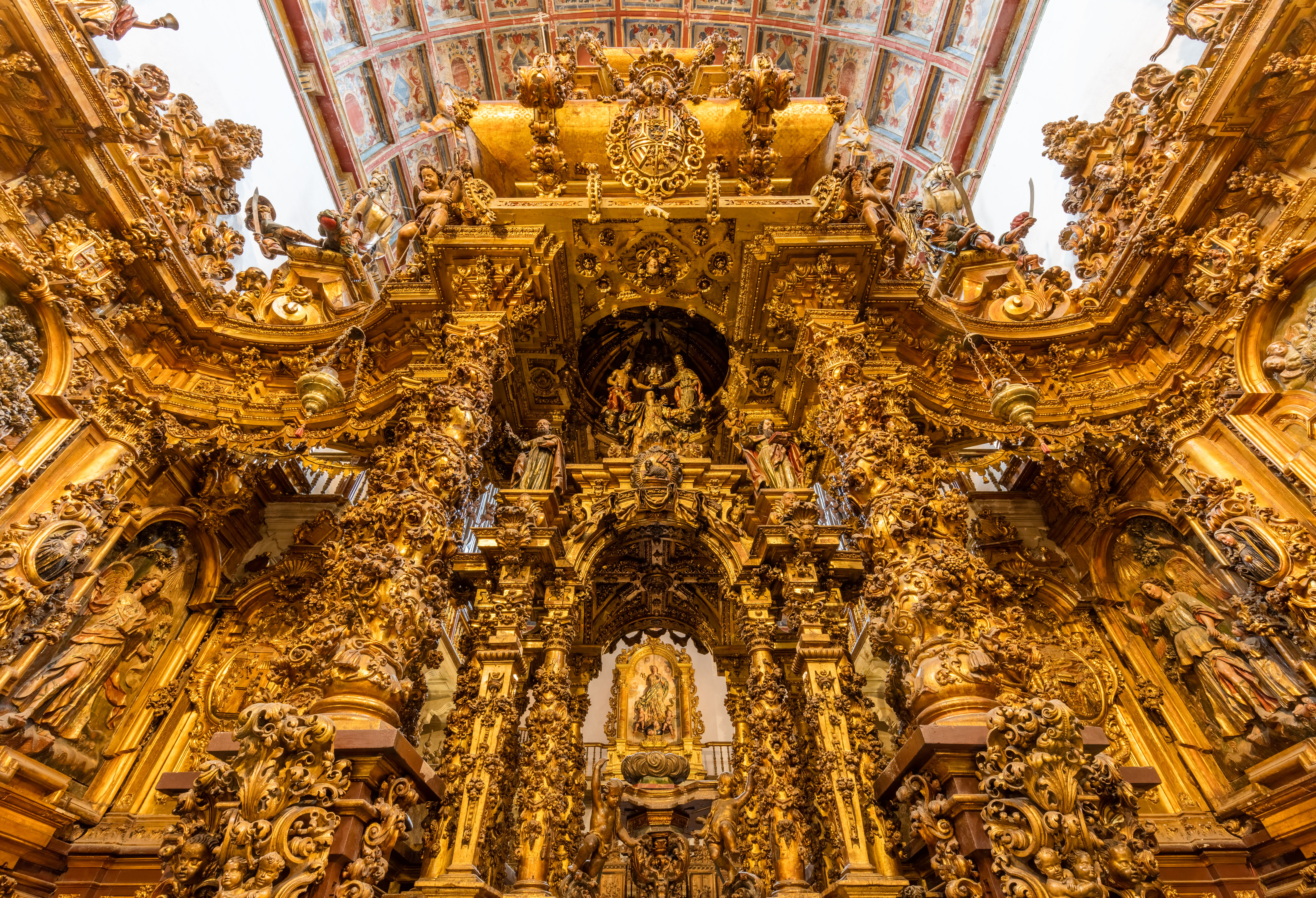
Vista posterior del altar.

La iglesia, terminada en 1652, es obra de Mateo López y González de Araújo y se abre a la plaza que lleva el nombre del monasterio, que baja cara a ella.
La planta de la iglesia tiene una sola nave longitudinal, cubierta con una bóveda de cañón con falsos casetones. A la nave se abren seis capillas laterales que se comunican entre sí y tienen el mismo tipo de bóveda que la nave. El crucero se ilumina por medio de una cúpula en media naranja, obra del arquitecto Bartolomé Fernández Lechuga a mediados del siglo XVII.
La sillería del coro, realizada por Mateo de Prado entre 1639 y 1647 es una de las grandes piezas de mobiliario barroco gallego. Compuesta por tres grandes conjuntos, muestra en la sillería inferior la vida de la Virgen María, seguida de un santoral en la estancia intermedia, para rematarlo la narración de la vida de San Benito de Nursia, con la imagen de San Martín de Tours en el centro.
Junto al coro destacan también los tres retablos del crucero, junto con el de la Capilla del Socorro del mismo templo. Todos ellos obra de Fernando de Casas y Novoa, que crea aquí uno de los conjuntos más exquisitos del Barroco a nivel nacional e internacional.
También trabajaron en la construcción de la iglesia José Gambino, maestro del rococó gallego, a quien encargaron la Capilla de Santa Catalina, y José Ferreiro, escultor de las capillas de Santa Gertrudis, el Cristo de la Paciencia y Santa Escolástica. También de las imágenes de San Pedro de Mezonzo y San Rosendo dispuestas a los lados de la entrada al templo, o los medallones de los retablos laterales de la Capilla de Nuestra Señora del Socorro.
Actualmente, este edificio tiene una parte habilitada como museo de arte religioso, al que se accede por la puerta de la iglesia de San Martín, y que se distingue como uno de los mejores de la comunidad. Se pueden visitar, además del propio templo, la statio (antesacristía), la sacristía, la antigua imprenta, la botica, la capilla de las reliquias (theca) o el coro renacentista de la catedral de Santiago de Compostela, así como diversas colecciones de orfebrería, marfiles o vestimentas litúrgicas.

### Los claustros
El monasterio cuenta con dos claustros. El más grande, llamado Claustro Procesional, fue construido en 1636 por Bartolomé Fernández Lechuga (el autor del crucero de la iglesia), y continuado por José de Peña de Toro y Fernando de Casas y Novoa, quien lo terminó en 1743. El segundo, denominado Claustro de las Oficinas, conecta las celdas y el refectorio con el resto del Monasterio. Tiene especial relevancia la escalera monumental barroca, situada en uno de los lados de este claustro. Fue diseñada por Fray Tomás Alonso a finales del siglo XVII, quien fue monje de este monasterio, y también arquitecto en el Hospital Real de Santiago de Compostela.

### Museo

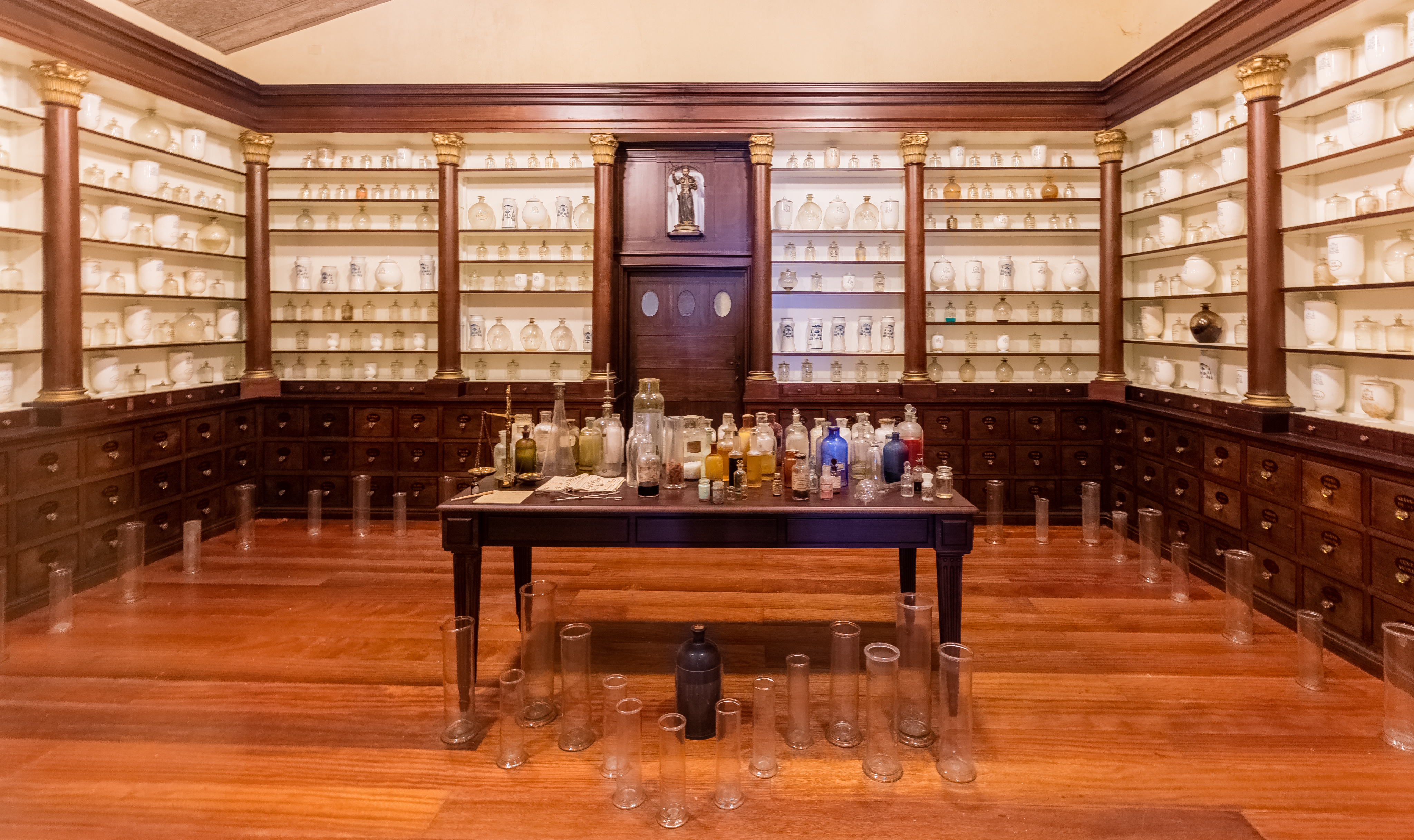
Nueva Botica del museo de San Martín Pinario.

El monasterio sirve a la vez de museo con una importante colección de iconografía, orfebrería, pinturas, tallas escultóricas, manuscritos, así como una imprenta, un gabinete de historia natural y física y una botica.
Destacan varias piezas en su colección, como el antiguo coro de la Catedral de Santiago, de comienzos del siglo XVII, obra de Juan Dávila y Gregorio Español. A su vez, un cuadro de la Virgen del Socorro, obra de Claudio Coello o algunas obras de Dionisio Fierros.